# Familia Lencastre
Lencastre es el nombre de una noble familia portuguesa, si bien el trasfondo de sus orígenes la dejan como una rama bastarda de la Dinastía de Avis. Fundada por Jorge de Lencastre, duque de Coímbra e hijo natural de Juan II el Príncipe Perfecto; de Lencastre fue un sobrenombre (seguramente en honor al lugar de procedencia de su tatarabuela Felipa de Lancaster), que pasó a ser apellido para su descendencia. Para su hijo Juan de Lencastre le sería creado el ducado de Aveiro, donde su descendencia, a pesar de las viscitudes políticas, sería soberana. La rama masculina de esta familia se extinguiría en la persona de la 6º duquesa, María Guadalupe, que al morir le cedería el ducado a su segundo hijo. 
- Datos: Q5855722